# NGC 3767
NGC 3767 est une galaxie lenticulaire située dans la constellation du Lion. NGC 3767 a été découverte par l'astronome britannique John Herschel en 1831.

## Caractéristiques
Sa vitesse par rapport au fond diffus cosmologique est de 6 699 ± 39 km/s, ce qui correspond à une distance de Hubble de 98,8 ± 6,9 Mpc (∼322 millions d'al).
À ce jour, une mesure non basée sur le décalage vers le rouge (redshift) donne une distance d'environ 91,100 Mpc (∼297 millions d'al). Cette valeur est tout juste à l'extérieur des valeurs de la distance de Hubble. Notons que c'est avec la valeur moyenne des mesures indépendantes, lorsqu'elles existent, que la base de données NASA/IPAC calcule le diamètre d'une galaxie et qu'en conséquence le diamètre de NGC 3767 pourrait être d'environ 40,9 kpc (∼133 000 al) si on utilisait la distance de Hubble pour le calculer.